# Валлерстедт, Юнас
Юнас Валлерстедт (швед. Anders Jonas Wallerstedt; 18 марта 1978, Линчёпинг, Швеция) — шведский футболист, нападающий и тренер.

## Биография
Воспитанник команд «Кентю» и «Эстриа Ламбохов» из Линчёпинга. В 1995 году перешёл в клуб «Норрчёпинг», за который провёл 133 игры, забил 31 мяч. Первые четыре года играл на позиции атакующего полузащитника, затем переквалифицировался в нападающего. В 2002 году клуб вылетел из высшего дивизиона. В Валлерстеде были заинтересованы норвежский «Брюне» и польская «Висла» Краков, однако он перешёл в российский клуб «Торпедо-Металлург». По неофициальным данным стоимость футболиста составила миллион крон (110 000 евро). Таким образом Валлерстедт стал первым скандинавом и, в частности, шведом в российском чемпионате. 7 февраля 2003 подписал 3-летний контракт с клубом. Провёл за «Торпедо-Металлург» по два матча в чемпионате России и Кубке Премьер-лиги, а также три матча за дубль и 6 мая приостановил с клубом контракт, так как руководство не устраивал уровень футболиста.
Вернувшись в Швецию, Валлерстедт выступал за клубы «Сундсвалль» (2003—2005, 2009—2011), «Гётеборг» (2006—2008), «Умео» (2012), «Худиксвалль» (2012—1013), «Тимро» (2013).
В 1999—2000 годах провёл три матча за сборную Швеции.
В 2012 году стал работать в Tipselit-команде «Сундсвалля» и помощником главного тренера «Худиксвалля».

## Достижения
- Чемпион Швеции: 2007
- Обладатель Кубка Швеции: 2008
- Обладатель Суперкубка Швеции: 2008